# Amphipsylla postsinusa
Amphipsylla postsinusa är en loppart som beskrevs av Liu Quan, Guo Tian-yu et Wu Hou-yong 1996. Amphipsylla postsinusa ingår i släktet Amphipsylla och familjen smågnagarloppor. Inga underarter finns listade i Catalogue of Life.